# Simulium tuyense
Simulium tuyense är en tvåvingeart som beskrevs av Takaoka 1983. Simulium tuyense ingår i släktet Simulium och familjen knott.
Artens utbredningsområde är Filippinerna. Inga underarter finns listade i Catalogue of Life.